# Robert Entéric
Robert Entéric, né le 24 juin 1929 à Ivry-sur-Seine et mort le 18 octobre 2022 à Sens,, est un kayakiste français.
Il remporte aux Championnats du monde 1954 à Mâcon  la médaille de bronze en K-4 1 000 m avec Marcel Renaud, Louis Gantois et Maurice Graffen.